# Обито Учиха (Наруто)
Обито Учиха (на японски: うちは　オビト) е персонаж от аниме/манга поредицата Наруто, създадена от Масаши Кишимото.
Обито е съотборник на Какаши Хатаке и Рин, под водачеството на Минато Намиказе. Обито редовно закъснява за мисии и непрекъснато измисля какви ли не извинения. Той често говори без да мисли, нещо, което Минато смята за недостатък. Обито е влюбен в Рин. По време на Какаши Гайден вражески нинджа отвлича Рин. Когато Какаши не проявява желание да ѝ помогне, Обито му се нахвърля с думите, че който не помага на своите съотборници е боклук. Обито тръгва да спасява Рин. Скоро Какаши, разчувстван от думите му, се присъединява към него. По време на опита си да спасят Рин, Обито е затиснат от скали, когато избутва Какаши от пътя на свличащата се земна маса. Обито, виждайки, че не може да помръдне, дава лявото си Шаринган-око на Какаши като подарък. Какаши и Рин са принудени да го оставят, заради срутващите се скали наоколо. Тогава Какаши се заклева
на Обито, че ще защити Рин каквото и да му струва това.